# لانيير دبليو. فيليبس
لانيير دبليو. فيليبس (بالإنجليزية: Lanier W. Phillips)‏ هو تكنولوجي أمريكي، ولد في 14 مارس 1923، وتوفي في 11 مارس 2012.